# Flughafen Meridian

i8
i11
i13
Der Meridian Regional Airport (auch Key Field Airport, IATA-Code: MEI, ICAO-Code: KMEI) ist ein öffentlicher Flughafen auf 91 m Seehöhe, 6 km südwestlich von Meridian, im Lauderdale County, Mississippi, in den Vereinigten Staaten. Die Fläche des Flughafens beträgt 405 ha. Er hat eine Landepiste mit Asphalt- und Betonbelag mit 3049 m Länge und eine Asphaltpiste mit 1402 Länge, beide haben jeweils eine Breite von 46 m.

## Geschichte
Der Meridian Regional Airport wurde 1928 gegründet und im November 1930 mit der Fertigstellung des Terminals, des Hangars, des Kraftwerks und einer abgestuften und vollbestückten unbefestigten Landebahn eröffnet. Beamte der Stadt Meridian baten Al und Fred Key, die die Flugschule der Key Brothers in Bonita betrieben, die neue Einrichtung gemeinsam zu leiten. Die Brüder behielten ihre Flugschule auf dem neuen Feld sowie ihre anderen Aufgaben bei, wie den Verkauf von Flugtickets, den Betrieb des Terminals und des Hangars und die Abwicklung von Luftpostzustellungsplänen. Mit Beginn der Weltwirtschaftskrise erwog die Stadt Meridian, den Flughafen wegen der Wartungskosten aufzugeben. Die Lieferungen per Luftpost gingen zurück, und nur wenige Menschen konnten es sich leisten, kommerzielle Flüge zu nehmen oder Flugstunden zu bezahlen. Die Key Brothers entwickelten einen Plan, um den Flughafenbetrieb aufrechtzuerhalten. Sie hofften, dass sie durch das Brechen des Dauerflugrekords von 23 Tagen die weltweite Aufmerksamkeit auf Meridian und seinen Flughafen lenken würden. Vom 4. Juni bis 1. Juli 1935 überflogen die Brüder Meridian, eine Gesamtflugzeit von über 27 Tagen. Key Field ist ihnen zu Ehren benannt.
Während des Zweiten Weltkriegs stand die Anlage unter der Kontrolle des United States Army Air Corps.
Delta Air Lines nahm 1930 den ersten kommerziellen Flugdienst nach Meridian auf. Meridian wurde zu einer Haltestelle auf Deltas Hauptstrecke zwischen Dallas (Texas) und Charleston (South Carolina) die viele andere Haltestellen umfasste, darunter Atlanta (Georgia). Im Laufe der Jahre wurden verschiedene Propellerflugzeuge eingesetzt, darunter Lockheed Model 10 Electra, Douglas DC-3, Douglas DC-4, Convair 340 und Douglas DC-6. In den 1970er Jahren hatte Delta mit der McDonnell Douglas DC-9-30 einen Jet-Service nach Meridian eingeführt. Deltas Hauptlinien-Jet-Service endete im Frühjahr 1979.[11] Delta kehrte schließlich zu Meridian zurück, wobei sein Dienst 1985 als Delta Connection über eine Code-Sharing-Vereinbarung von Atlantic Southeast Airlines (ASA) betrieben wurde, die nonstop von Atlanta und Memphis mit de Havilland Canada DHC-7 Dash 7 und Embraer EMB-110 geflogen wurde Bandeirante-Turboprop-Flugzeuge.
Southern Airways begann 1962, Meridian mit Direktflügen nach Atlanta, Memphis und New Orleans zu bedienen, wobei diese Dienste unterwegs Zwischenstopps in anderen Städten einlegten. Southern betrieb zu diesem Zeitpunkt Douglas DC-3 und Martin 4-0-4 Propellerflugzeuge. Bis 1968 hatte Southern den DC-9-Jet-Service nach Meridian eingeführt und begann mit Nonstop-Flügen nach Atlanta. Ab 1975 führte Southern fünf Flüge pro Tag nach Meridian durch, alle mit Douglas DC-9-10-Jets mit Nonstops von Birmingham (Alabama), Columbus (Mississippi) und Laurel/Hattiesburg (Mississippi), mit direktem Service von Atlanta, Flughafen Chicago O’Hare, Memphis und Tuscaloosa (Alabama).
1979 fusionierte Southern mit North Central Airlines, und die kombinierten Fluggesellschaften wurden in Republic Airlines umbenannt. Der Official Airline Guide (OAG) vom 1. Dezember 1979 listet Republic als die einzige Fluggesellschaft auf, die Meridian zu diesem Zeitpunkt bedient, wobei die Fluggesellschaft Douglas DC-9-10 und größere McDonnell Douglas DC-9-50-Jets sowohl nonstop als auch direkt betreibt One-Stop-Flüge von Atlanta und auch Nonstop-Flüge von Laurel/Hattiesburg zusätzlich zu Convair 580-Turboprop-Flügen ohne Unterbrechung von Memphis und direkten One-Stop-Flügen mit Convair 580-Turboprop von New Orleans. Republik bediente Meridian bis 1984 weiterhin mit DC-9-Jets sowie Convair 580-Turboprop-Flugzeugen. Drei Zubringerfluggesellschaften kamen dann 1984 nach Meridian, nachdem Republic den Dienst eingestellt hatte.
Atlantic Southeast Airlines (ASA), die im Auftrag von Delta Air Lines als Delta Connection operiert, nahm den Delta-Service nach Meridian wieder auf. Die Fluggesellschaft setzte Embraer EMB 110 Bandeirante, Embraer EMB-120 Brasilia und de Havilland Canada DHC-7 Dash 7 Turboprop-Flugzeuge ein und fügte Mitte der 1980er Jahre Memphis für mehrere Jahre hinzu. In den späten 1990er Jahren Dienst nach Dallas/Fort Worth wurde mit Zwischenstopp in Lafayette (Louisiana) betrieben. In den frühen 2000er Jahren endeten die DFW-Flüge und ASA führte Bombardier CRJ100/200 Regionaljets auf Nonstop-Flügen nach Atlanta ein.
Republic Express, betrieben von Express Airlines I im Auftrag von Republic Airlines über eine Code-Sharing-Vereinbarung, brachte den Republic-Dienst 1985 mit Flügen nach Memphis zurück. Republic fusionierte dann 1986 mit Northwest Airlines und Northwest Airlink übernahm Republic Express im Namen von Northwest. Die Fluggesellschaft betrieb Jetstream 31 und Saab 340 Turboprop-Flugzeuge, wobei dieser Service bis 2002 andauerte. Die Flüge von und nach Memphis mit Zwischenstopp in Columbus (Georgia), Jackson, Tupelo (Mississippi) oder Laurel/Hattiesburg.
American Eagle bediente Meridian im Auftrag von American Airlines über eine Code-Sharing-Vereinbarung mit Flügen zum Drehkreuz von American in Nashville von 1986 bis 1992. Die Fluggesellschaft flog Fairchild Swearingen Metroliner und British Aerospace Jetstream 31 Flugzeugen. Bis 2012 wurde der Dienst nach Meridian im Rahmen des Essential Air Service  subventioniert, und Silver Airways wurde ausgewählt, um die Stadt nach dem Abflug von Delta Connection zu bedienen. Silver bot zwei Jahre lang Flüge nach Atlanta mit Saab 340-Flugzeugen an und endete 2014. American Eagle kehrte 2014 mit Flügen nach Dallas/Fort Worth and Chicago nach Meridian zurück. Dieser American Eagle-Dienst wurde von SkyWest Airlines mit Bombardier CRJ100/200 betrieben. 2020 wurde der Service dann auf United Express mit Flügen zum George Bush Intercontinental Airport in Houston verlagert. Die Flüge von United Express werden auch von SkyWest Airlines mit CRJ-200-Jets durchgeführt.

## Flugbetrieb
Im Jahre 2021 wurden 12.050 Passagiere befördert. Im Jahre 2022 haben 92.201 Flugbewegungen stattgefunden, davon 14.737 lokale Bewegungen, 13.200 Zwischenlandungen, 4150 Air-Taxi-Flüge, 60.111 militärische Flüge und 3 Frachtflüge. 42 einmotorige und 7 zweimotorige Flugzeuge, 6 Jetflugzeuge und 3 Helikopter waren 2022 hier stationiert.
Die wichtigste Fluggesellschaft für den Flughafen ist heute United Express.